# 石村美千代
石村 美千代（いしむら みちよ、1935年3月15日 - ）は、元女子競輪選手。旧姓畑田（はただ）。選手登録地は京都府のち山口県。選手登録番号は919（女子）。
元夫は同じく元競輪選手の石村正利（日本競輪学校（当時）1期生）。ホームバンクであった防府競輪場では、2020年まで石村正利賞（FI）が行われてきた（通算20回開催）が、同レースは2021年より新たに『石村正利記念杯』（FI）として行われている。

## 来歴
デビュー当初は畑田美千代として、京都府を登録地としていた。石村正利と結婚後に山口県に登録地を移し、選手登録名も石村美千代に変更した。
1956年、女子の大会としては最後の開催となった第11回全国争覇競輪（後楽園競輪場）で、田中和子を破って特別競輪初優勝。同年は1,339,840円を獲得し、田中和子らを抑えて年間賞金女王にもなった。
1957年、4月に高松、9月に門司でそれぞれ行われた全国都道府県選抜競輪を制覇。
1958年、第9回高松宮妃賜杯競輪（大津びわこ競輪場、以下 びわこ）を優勝。
1964年、昭和期の女子競輪では最後の特別競輪となった第15回高松宮妃賜杯競輪（びわこ）を制した。そして、同年10月31日、選手登録消除。最後まで残った昭和期の女子競輪選手の一人でもあった。